# Língua xona
Xona (em xona: ChiShona ou Shona) é um grupo de línguas africanas faladas nas províncias de Manica, Tete e Sofala de Moçambique, na metade norte do Zimbábue (por exemplo nas províncias de Maxonalândia Central, Maxonalândia Oriental e Maxonalândia Ocidental, províncias cujos nomes incluem o nome da língua xona) e no leste da Zâmbia.
Esta língua pertence à família das línguas bantas e é falada por um número de pessoas da ordem dos dez milhões (como primeira ou segunda língua). Este grupo de línguas é aparentado aos grupos das línguas angunes, do chope, do tsuana, do ronga e do venda, todas importantes línguas na sub-região.
A língua xona propriamente dita é dominante no Zimbábue e é ensinada nas escolas, embora não seja uma língua oficial. Há variantes da língua xona que podem ser consideradas dialetos ou línguas próprias, a depender da classificação — é o caso do manica, a principal língua das províncias de Manica, em Moçambique, e de Manicalândia, no Zimbábue, e da língua ndau, uma das línguas da província de Sofala.

## Dialectos
São os seguintes os principais dialectos da língua xona, segundo informações do Ethnologue:
- Huesa
- Caranga (Chikaranga). Falado no sul do Zimbábue perto de Masvingo.

Subdialectos Duma, Jena, Mhari (Mari), Ngova, Venda (não confundir com a língua venda), Nyubi, Govera.
- Dialecto Zezuru (Chizezuru, Bazezuru, Bazuzura, Mazizuru, Vazezuru, Wazezuru). Falado na região da Maxonalândia e na zona central do Zimbábue, perto de Harare.

Subdialectos Shawasha, Gova, Mbire, Tsunga, Kachikwakwa, Harava, Nohwe, Njanja, Nobvu, Kwazvimba (Zimba).
- Dialecto Korekore  (Goba, Gova, Shangwe). Falado no norte do Zimbábue, perto de Mvurwi.

Subdialectos: Budya, Gova, Tande, Tavara, Nyongwe, Pfunde, Shan Gwe.